# E83
|  | No s'ha de confondre amb E803. |

La ruta europea E-83 o E83 és una carretera que forma part de la Xarxa de carreteres europees. Comença a Byala, Bulgària i acaba a Sofia, Bulgària.